# Новгородски рејон
Новгородски рејон (рус. Новгородский район) административно-територијална је јединица другог нивоа и општински рејон у северном делу Новгородске области, на северозападу европског дела Руске Федерације.
Иако се административни центар рејона налази у граду Великом Новгороду сам град не улази у састав рејона већ чини засебан градски округ. Према проценама националне статистичке службе Русије за 2014, на територији рејона је живело 61.293 становника или у просеку око 13 ст/км².

## Географија
Новгородски рејон смештен је у северним и северозападим деловима Новгородске области, у ниском и заравњеном подручју Прииљмењске низије. Са територијом од 4.596,6 km² највећи је рејон на подручју области (међу укупно 21 рејоном). Граничи се са Батечким и Шимским рејоном на западу, на истоку су Чудовски и Маловишерски, док је на југоистоку Крестечки рејон. На крајњем северу рејон се граничи са територијама Лушког и Тосњенског рејона Лењинградске области.
Рељефом рејона доминира језеро Иљмењ и пространа ниска депресија око њега. Надморска висина на обалама језера је свега 18 метара и то је уједно и најнижи део не само рејона него и целе области. Уз северну обалу из језера отиче његова највећа и једина отока река Волхов која од језера тече у смеру севера и дели рејон на готово два једнака дела. У југоисточном делу рејона у језеро се улива и његова најзначајнија притока, река Мста. Сви водотоци на подручју Новгородског рејона припадају басену реке Волхов и језера Иљмењ. Притоке Волхова су реке Полист, Питба и Керест са леве и Вишера са десне стране. На око 2 километра низводно од места где река Волхов започиње свој ток, од главног дела тока са десне стране одваја се рукавац Мали Волховец дужине 17 километара. Поред реке Мсте која се у језеро улива на његовој источној обали, значајније притоке Иљмења на подручју овог рејона су и Ниша, Веронда са Видогошчем и Верјажа. На крајњем северу рејона свој ток започиње река Тигода. Сиверсовим и Вишерским каналом (дужине 15,5) на југоистоку рејона директно су повезани токови Мсте и Волхова.
Више од половине рејонске територије је под шумама (око 2.642 km²), док на обрадиве површине отпада око 1.100 km².

## Историја
Новгородски рејон успостављен је 1. августа 1927. године као административна јединица у границама тадашњег Новгородског округа Лењинградске области. У границама данашње Новгородске области је од њеног оснивања 1944. године.

## Демографија и административна подела
Према подацима пописа становништва из 2010. на територији рејона је живело укупно 57.673 становника, док је према процени из 2014. ту живело 61.293 становника, или у просеку 13 ст/км². По броју становника Новгородски рејон се налази на другом месту у области.
| 1959. | 1970. | 1979. | 1989.  | 2002.  | 2010.  | 2014.   |
| ----- | ----- | ----- | ------ | ------ | ------ | ------- |
| ---   | ---   | ---   | 55.491 | 58.622 | 57.673 | 61.293* |

Напомена: * Према процени националне статистичке службе.
На подручју рејона постоје укупно 199 сеоских и два градска насеља, а рејонска територија је подељена на 10 другостепених општина (две урбане и 8 сеоских). Административни центар рејона је град Велики Новгород који као засебан градски округ не улази у састав рејона. Насеља урбаног типа на подручју рејона су варошице Панковка и Пролетариј.

## Саобраћај
Преко територије рејона, углавном уз леву обалу Волхова пролази деоница националног аутопута М10 који повезује Москву и Санкт Петербург. Преко територије рејона пролазе и друмски правци који воде од Великог Новгорода према Пскову, Старој Руси (преко Шимска) и Малој Вишери.

## Знаменитости рејона
Подручје око Новгорода је у периоду између IX и XV века било један од најважнијих политичких и културних центара руских земаља, док је река Волхов представљала важну трговачку спону између северих и јужних крајева. На територији рејона данас постоји велики број културно-историјских споменика од националног значаја, укупно 58 објеката од националног и још 125 од локалног значаја. Цео комплекс историјских споменика Новгорода и околине од 1992. године налази се на Унесковој листи светске баштине.
Најзначајнији културно-историјски споменици на подручју рејона су:
- Црква светог Спаса на Нередици — саграђена 1198. године;
- Успењска црква на Волотовом пољу — саграђена 1352. године;
- Јурјев манастир и Јурјевска саборна црква Светог Георгија — саграђени 1119. године;
- Хутински манастир — саграђен 1192. године;
- Етно село Витославлици — музеј на отвореном;
- Клопски манастир Свете Тројице — саграђен 1408. године.
- Николо-Вјажишчки манастир — саграђен 1411. године.

На подручју рејона налази се неколико археолошких локалитета из периода VIII—X век: Сопка, Холопиј, Георгиј и Сергов городок.